# Guenther
Guenther es un pueblo ubicado en el condado de Marathon en el estado estadounidense de Wisconsin. En el Censo de 2010 tenía una población de 341 habitantes y una densidad poblacional de 3,79 personas por km².

## Geografía
Guenther se encuentra ubicado en las coordenadas 44°43′40″N 89°32′51″O / 44.72778, -89.54750. Según la Oficina del Censo de los Estados Unidos, Guenther tiene una superficie total de 89,9 km², de la cual 89,79 km² corresponden a tierra firme y (0,12%) 0,11 km² es agua.

## Demografía
Según el censo de 2010, había 341 personas residiendo en Guenther. La densidad de población era de 3,79 hab/km². De los 341 habitantes, Guenther estaba compuesto por el 99,71% blancos, el 0.29% eran afroamericanos, el 0% eran amerindios, el 0% eran asiáticos, el 0% eran isleños del Pacífico, el 0% eran de otras razas y el 0% pertenecían a dos o más razas. Del total de la población el 0,59% eran hispanos o latinos de cualquier raza.